# Уссама Ідріссі
Уссама Ідріссі (араб. أسامة ادريسي, нід. Oussama Idrissi, нар. 26 лютого 1996, Берген-оп-Зом) — нідерландський та марокканський футболіст, лівий вінгер мексиканської «Пачуки» та національної збірної Марокко.

## Клубна кар'єра
Народився 26 лютого 1996 року в нідерландському місті Берген-оп-Зом в родині вихідців з Марокко. Вихованець юнацьких команд футбольних клубів «НАК Бреда» та «Феєнорд».
2015 року Ідріссі перейшов у «Гронінген», за який 19 грудня 2015 року дебютував у Ередивізі у поєдинку проти «Гераклеса», вийшовши на заміну на 70-ій хвилині замість Ярхініо Антонії. Через два місяці, 7 лютого 2016 року забив свій перший м'яч на дорослому рівні, відзначившись на 75-ій хвилині у ворота «Камбюра». Всього в дебютному сезоні провів 18 матчів, рівно в половині з них виходив у стартовому складі, забив три м'ячі. Загалом взяв участь у 58 матчах чемпіонату за клуб, поки у жовтні 2017 року разом із партнером по команді і Мімуном Махі не був виключений з першої команди через дисциплінарні проблеми.
Через це 17 січня 2018 року Уссама перейшов до АЗ, підписавши контракт до 2022 року. Станом на 31 серпня 2020 року відіграв за команду з Алкмара 69 матчів в національному чемпіонаті.

## Виступи за збірні
2011 року дебютував у складі юнацької збірної Нідерландів (U-16), а наступного року брав участь у відбіркових поєдинках до чемпіонату Європи 2013 року серед юнаків до 17 років. Загалом на юнацькому рівні взяв участь у 14 іграх, відзначившись 3 забитими голами. Також 2018 року зіграв 4 матчі за збірну Нідерландів до 20 років.
Протягом 2016—2018 років залучався до складу молодіжної збірної Нідерландів. На молодіжному рівні зіграв у 15 офіційних матчах, забив 4 голи.
Після того як Ідріссі більше не міг виступати за молодіжні збірні, йому довелося зробити вибір за яку національну збірну виступати і 2 листопада 2018 року він прийняв виклик з національної збірної Марокко, після чого подав заявку до ФІФА щодо зміни футбольного громадянства, яка була задоволена у березні 2019 року. 
Дебютував у складі національної збірної Марокко 23 березня у відбірковому матчі до Кубка африканських націй 2019 року проти Малаві. Того ж року Ідріссі поїхав з командою і на сам Кубок африканських націй 2019 року в Єгипті. На турнірі Уссама зіграв один матч, а його збірна вибула зі змагань на стадії 1/8 фіналу.
| Дата       | Місто        | Господарі | Результат             | Гості      | Турнір                                     | Голи | Примітки  |
| ---------- | ------------ | --------- | --------------------- | ---------- | ------------------------------------------ | ---- | --------- |
| 22-3-2019  | Лілонгве     | Малаві    | 0 – 0                 | Марокко    | Відбір до Кубка африканських націй 2019    | -    |           |
| 26-3-2019  | Танжер       | Марокко   | 0 – 1                 | Аргентина  | товариський матч                           | -    | 87'       |
| 12-6-2019  | Марракеш     | Марокко   | 0 – 1                 | Гамбія     | товариський матч                           | -    | 46'       |
| 16-6-2019  | Марракеш     | Марокко   | 2 – 3                 | Замбія     | товариський матч                           | -    | 83'       |
| 5-7-2019   | Каїр         | Марокко   | 1 – 1 д.ч. (1-4 п.п.) | Бенін      | Кубок африканських націй 2019 - 1/8 фіналу | -    | 88' 90+1' |
| 11-10-2019 | Уджда        | Марокко   | 1 – 1                 | Лівія      | товариський матч                           | -    | 60'       |
| 15-10-2019 | Танжер       | Марокко   | 2 – 3                 | Габон      | товариський матч                           | -    | 85'       |
| 12-6-2023  | Рабат        | Марокко   | 0 – 0                 | Кабо-Верде | товариський матч                           | -    | 46'       |
| 17-6-2023  | Йоганнесбург | ПАР       | 2 – 1                 | Марокко    | Відбір до Кубка африканських націй 2023    | -    | 62'       |
| Усього     |              | Матчів    | 9                     |            | Голів                                      | 0    |           |

## Титули і досягнення
- Чемпіон Нідерландів (2):

«Аякс»: 2020-21
«Феєнорд»: 2022-23
- Володар Кубка Нідерландів (1):

«Аякс»: 2020-21